# Llei científica
Una llei científica és una proposició científica que afirma una relació constant entre dues o més variables, cadascuna de les quals representa (almenys parcial i indirectament) una propietat de sistemes concrets. Es defineix també com una regla i norma constant i invariable de les coses, nascuda de la causa primera o de les qualitats i condicions d'aquestes. En general, s'expressa matemàticament. Les lleis generals poden tenir una prova indirecta testejant proposicions particulars derivades d'elles i que siguin verificables. Els fenòmens inaccessibles reben una prova indirecta del seu comportament a través de l'efecte que puguin produir sobre altres fets que es puguin observar i experimentar. A les ciències naturals, una llei científica és una regla que relaciona esdeveniments que tenen una ocurrència conjunta, generalment causal, i que ha estat posada de manifest seguint el mètode científic. S'accepta que després d'una llei científica natural existeix cert mecanisme necessari que fa que les coses succeeixin de certa manera, regularment. A les ciències socials, una hipòtesi científica confirmada es refereix a una característica que és comuna a molts fenòmens socials diferents, i que presenten un patró regular o constant al llarg del temps en determinades circumstàncies. Així, es diu que els subjectes socials es comporten sota les mateixes característiques, és a dir, d'acord amb la llei de comportament. De vegades es considera que algunes lleis socials són contingents o històricament condicionades.
És un principi acceptat per la comunitat científica sobre el funcionament de la natura. Aquest principi ha derivat d'experiments o conclusions que apliquen el mètode científic i es té per veritable i universal fins que es demostra la seva falsedat empíricament. S'expressa amb un enunciat o fórmula simple que descriu una porció de la ciència i el comportament de determinades entitats. Les lleis físiques prenen el nom del fenomen que descriuen o bé del seu descobridor. Suposen acceptar el principi de causalitat i la possibilitat de conèixer de manera fiable l'entorn amb la raó i els sentits humans, així com la seva inserció dins un paradigma científic general que els donen sentit global. Malgrat el seu nom, és un concepte que s'aplica a diversos camps del saber científic, no solament a la física.